# おかざき世界子ども美術博物館
おかざき世界子ども美術博物館（おかざきせかいこどもびじゅつはくぶつかん）は、愛知県岡崎市岡町にある子どものための参加型体験美術館。1985年（昭和60年）に開館。

## 沿革
愛知県と各市町村が共同で行う「地域文化広場計画」が1980年（昭和55年）頃から進められる。1981年（昭和56年）12月8日、中根鎭夫市長が市議会本会議で、岡崎地域文化広場について「世界の子供の美術、芸術、こういうものを接点にいたしましたところの『世界の子供美術館』こういうものをメーンにいたしたい」と発言し、美術館が建てられることが決まった。
1985年（昭和60年）5月4日に開館。備品購入費として、岡崎市島坂町の株式会社トーアの後藤真利社長が300万円、オカザキ製パン株式会社が100万円、同市羽根町の包装資材会社が100万円寄付した。
同年9月15日発行の市政だよりに、冨田勲が作曲したおかざき世界子ども美術博物館のテーマ曲の楽譜（コード譜付）が掲載される。市は市政だよりの同日号でテーマ曲の題名と歌詞を募集した。
1992年（平成4年）3月、ふれあい広場に遊具「妖精の棲む浮かぶ島」が完成。同施設は「子どものための施設に役立ててほしい」と前述の後藤真利社長から寄付された1億円を元手に市が建設したもので、 広さ約150平方メートル、高さは約8メートルに及ぶ。
2010年（平成22年）4月、榊原悟が、岡崎市美術博物館館長との兼務で、館長に就任した。

## 施設内容
親子造形センター
- 絵画教室 
  - ラミアート、アート染め、ステンドグラス、アートガラスなどが体験できる。
- 粘土教室 
  - 作ってすぐに色つけが出来る楽焼と、本格的な焼物の本焼の二つを体験できる。そのほか、紙粘土とカップに絵を描くクレヨンカップがある。
- 工作教室 
  - 動物の型紙に合わせてウレタンを切り、それを貼り付けて人形を作ったり、ウレタン万華鏡を作ったりすることができる。
- EB教室
  - EBとは電子線のこと。特殊な石膏基板に絵を描き、その上から樹脂材を塗って電子光線で焼き付ける。

世界の子どもの絵
日本を含む116か国から児童画を収集している。
企画展
年間を通じて様々な企画展が開催されている。併せて体験イベントが行われることもある。
図書室
世界37か国（約5000冊）の図書を所蔵。
喫茶室
営業日は土曜日、日曜日、祝日。
屋外施設
- はなのき広場
- 妖精の棲む浮かぶ島
- 芸術の森
- ふれあい広場

## 利用案内
- 開館時間： 9：00 - 17:00
- 休館日： 月曜日、祝日の翌日、年末年始、展示替日
- 入館料： 一般 300円（展示内容により変更有り）、小・中学生 100円（同）

## 交通アクセス
- 名鉄名古屋本線「美合駅」から車で約5分。
- 名鉄名古屋本線「藤川駅」から徒歩で約25分（車で約7分）。
- 東名高速道路「岡崎IC」から車で約10分。

## ギャラリー
- ふれあい広場にある屋外施設
- ふれあい広場
- 入口
- 建物正面